# Gott mit uns

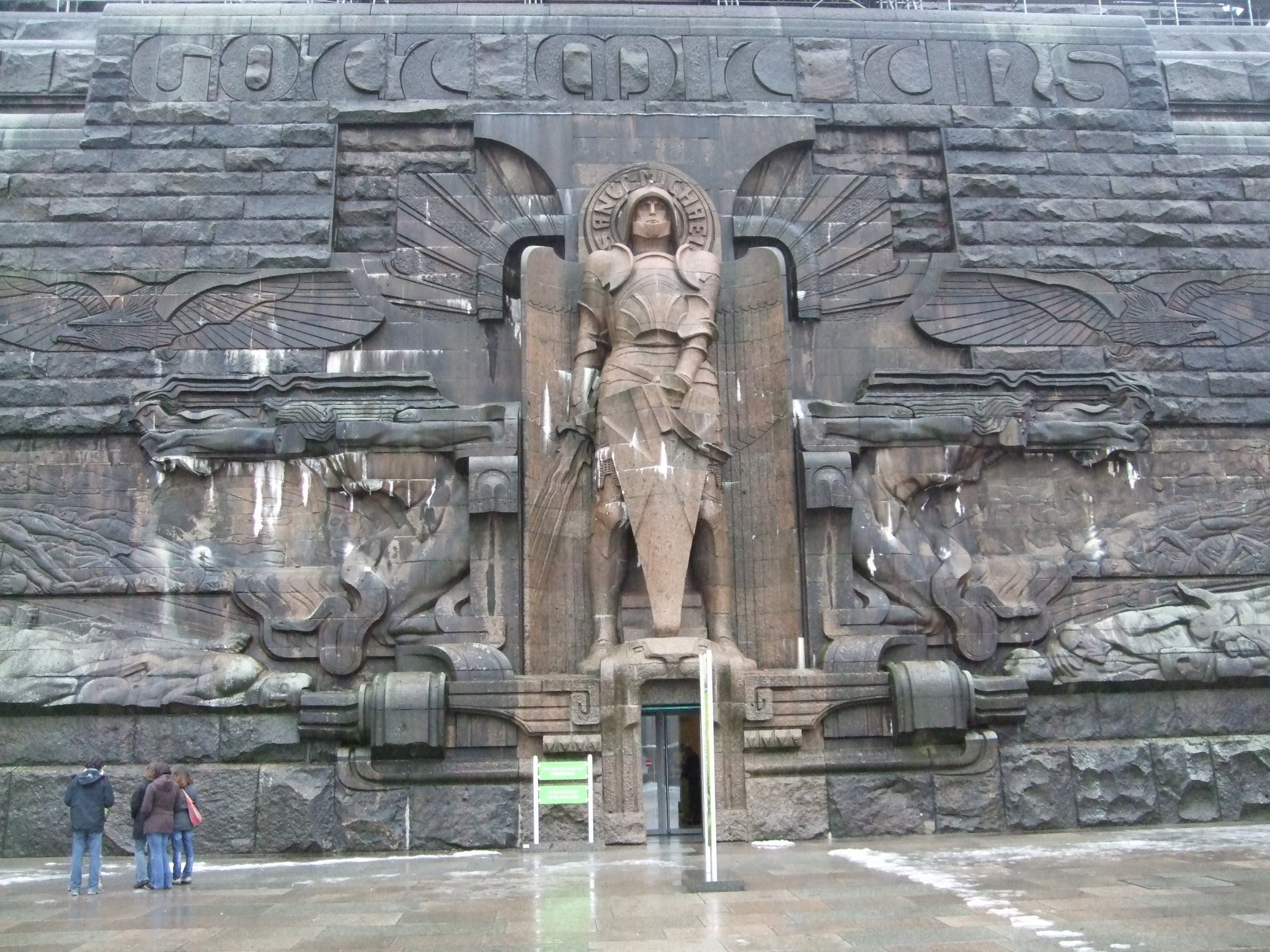
Gott mit uns am Völkerschlachtdenkmal

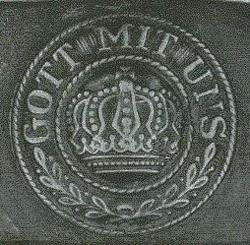
Pruisische gesp, Eerste Wereldoorlog

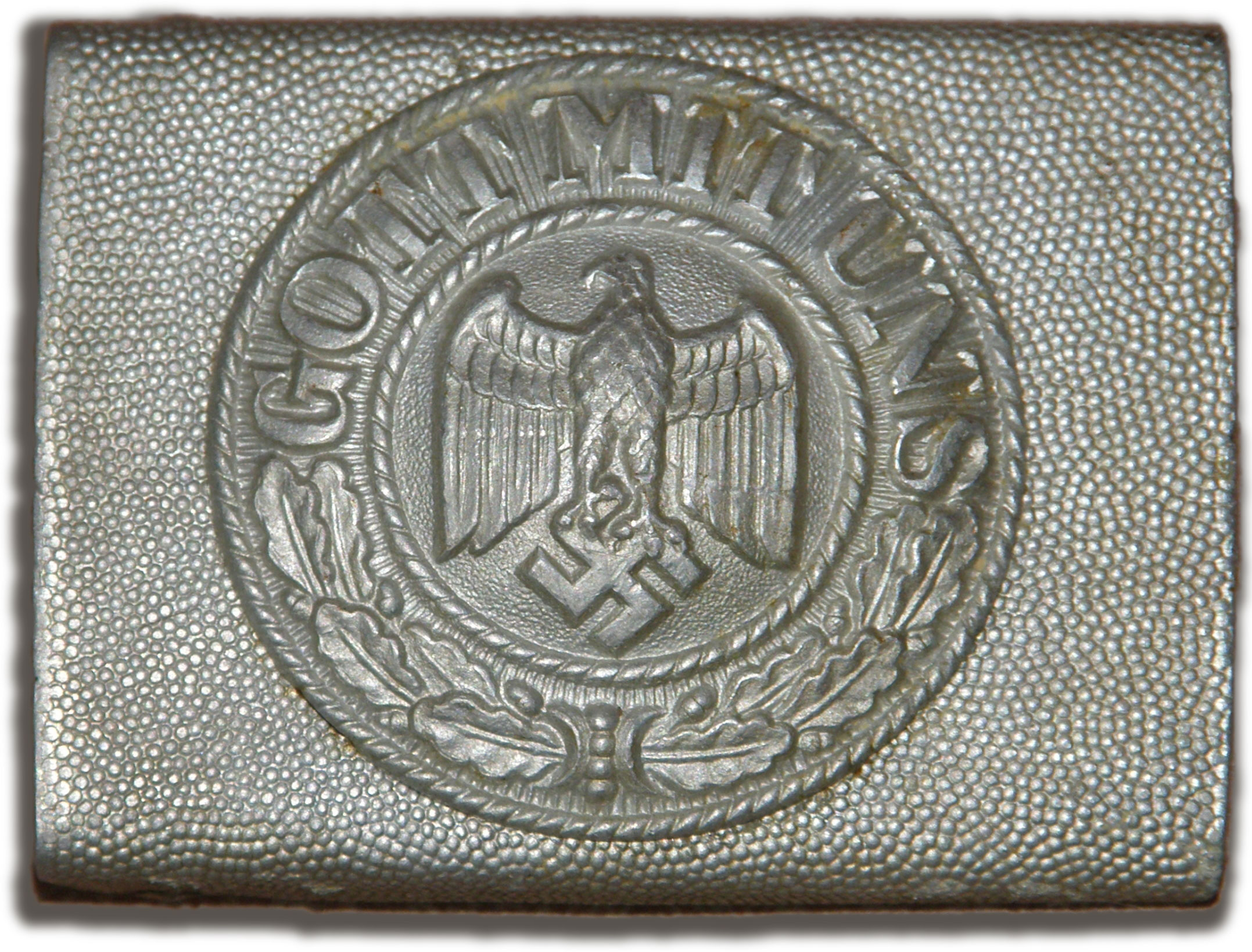
Derde Rijk gesp, Tweede Wereldoorlog

Gott mit uns was uit het boek Judit Judit 13,11 ontleend, en uit de bevrijdingsoorlogen uit de periode van het Pruisen gebruikte strijdkreet. De Pruisische manschappen droegen in de tijd dat het ingevoerd werd nog het Virchow-Gepäck 1897 op hun gespen. In 1861 werd naast de strijdkreet ook nog de afbeelding van een Kroonorde toegevoegd. Het sierde ook nog na het einde van de monarchie de gespen van de Reichswehr en de Wehrmacht in de Tweede Wereldoorlog.
Sinds 1962 voert de Bundeswehr de woorden: Einigkeit, Recht, Freiheit op hun gesp. De politie gebruikte het motto tot in de jaren '70.
Het was ook een van de motto's van de Zweedse koning Gustaaf II Adolf, en de strijdkreet van het Zweedse leger. 
Op het Völkerschlachtdenkmal in Leipzig staat deze spreuk als opschrift boven de aartsengel Michaël.

## Herkomst
Nobiscum deus („Gott mit uns“) was de strijdkreet van het latere Romeinse Koninkrijk en het Byzantijnse Rijk, in het Duits werd deze uitspraak voor het eerst gebruikt door de Duitse Orde.
Het motto Gott mit uns is een woord voor woord vertaling uit het Hebreeuwse genaamd Imanu'el (עִמָּנוּאֵל) en speelde op het heilsorakel van de profeten Jesaja voor de Judese koning Achaz in het jaar 733 v. Chr. en (Jesaja 7,14 o.a.), het latere Messias geduid werd (verg. Matthäus 1,23).